# O sută de mii de lei (monedă românească)
O sută de mii de lei a fost cea mai mare valoarea nominală a unei monede emise vreodată în România. A fost bătută doar în 1946, pentru a marca sfârșitul celui de-Al Doilea Război Mondial.

## Istorie
Moneda a fost reglementată prin Înaltul decret regal nr. 2.579 din 30 august 1946 privind autorizarea de a bate și pune în circulație monete jubiliare de argint de 100.000 lei și a fost introdusă în circulație la data de 9 septembrie 1946.

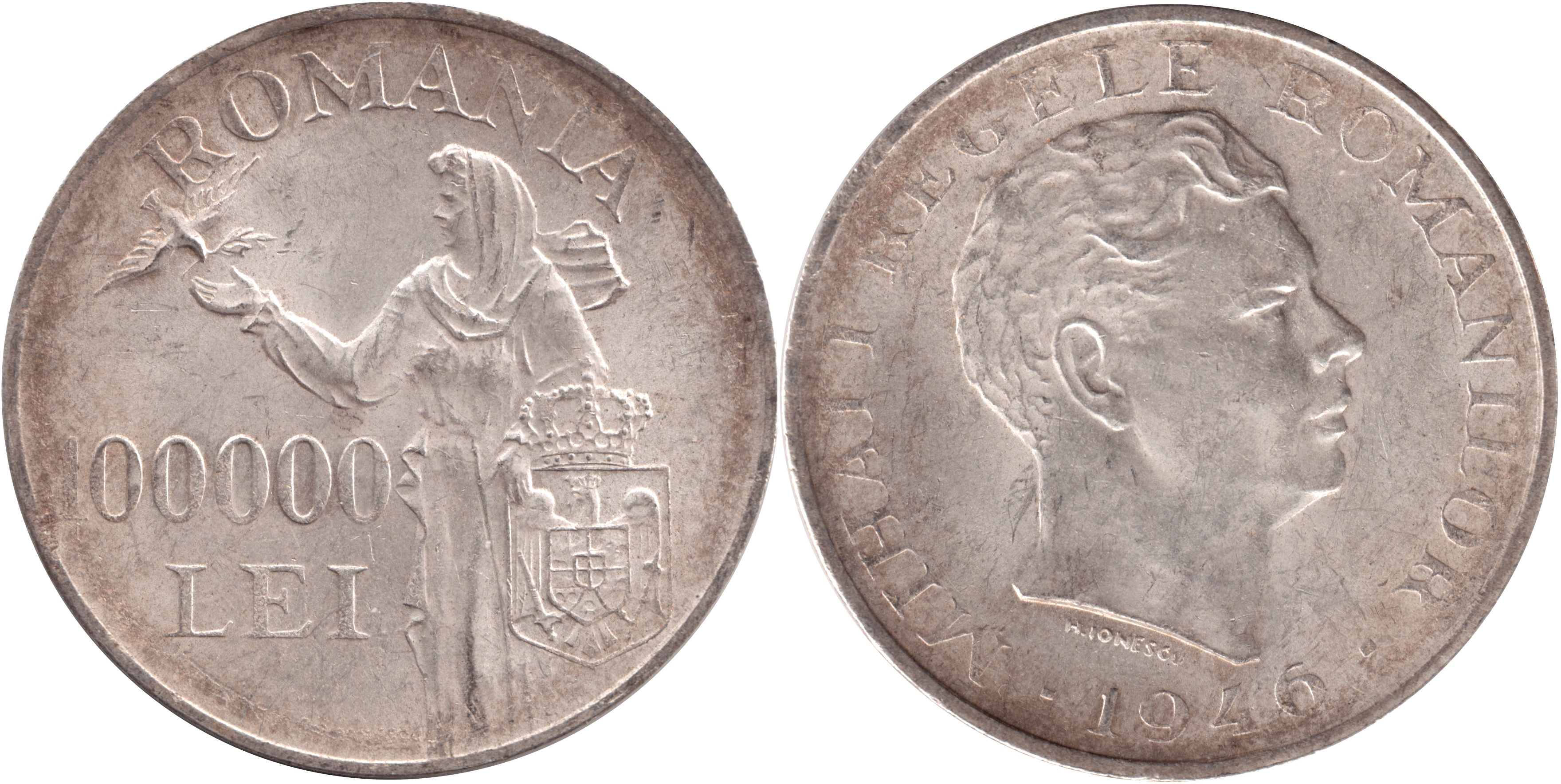
100.000 lei 1946

Aceasta era realizată din 70% argint și 30% cupru, cu o toleranță a argintului de ±0,5%. Avea un diametru de 37 mm, cu o toleranță de ±0,05 mm, și o greutate de 25 g, cu o toleranță de ±1%.
Aversul prezenta efigia regelui Mihai I al României înconjurată de inscripția MIHAI I REGELE ROMANILOR ▪ 1946 ▪. Sub efigie se găsea inscripția H. IONESCU, reprezentând semnătura artistului modelator, Harlambie Ionescu. Reversul prezenta, în partea superioară, numele țării, ROMANIA. Sub acesta se găsea o compoziție alegorică ce simboliza pacea: o femeie îmbrăcată în costum popular care se sprijinea cu mâna stângă pe Stema mică a Regatului României și primea, în mâna dreaptă, o ramură de măslin de la un porumbel în zbor. În partea stângă era gravată valoarea nominală, 100000 LEI, iar în partea inferioară a monedei, deasupra marginii, se afla inscripția A. ROMANESCU, numele artistului care a conceput macheta. Există și variante ale monedei fără această inscripție. Muchia era netedă și avea incusă deviza Regatului României, NIHIL ☆ ☆ SINE ☆ ☆ DEO ☆ ☆ ☆.
În ceea ce privește inscripția de pe muchie, aceasta diferă de la speciment la speciment, începând din puncte diferite. În plus, scrisul poate fi orientat fie către avers, fie către revers, în funcție de monedă.
Conform articolului II al decretului nr. 2.579 din 30 august 1946, cuantumul acestor monede a fost fixat inițial la 9.000.000.000 lei, cu posibilitatea majorării prin jurnal al Consiliului de Miniștri, dacă o impuneau necesitățile. Tirajul final a fost de 2,002 milioane de exemplare, realizate la Monetăria Națională.
De asemenea, au existat versiuni contrafăcute ale monedei, realizate din materiale mai ieftine decât argintul, precum zinc, fier sau plumb. Unele dintre aceste falsuri au fost produse chiar în interiorul Monetăriei, o practică devenită frecventă în România încă de la sfârșitul Primului Război Mondial.
A fost retrasă din circulație prin Înaltul decret regal nr. 803 pentru retragerea din circulație a monetelor de argint 25.000 și 100.000 lei din 28 aprilie 1947 începând cu data de 1 mai 1947. Și-a pierdut puterea circulatorie la 31 mai 1947, iar după această dată a fost acceptată exclusiv pentru plata impozitelor până la 30 iunie 1947.
După Reforma monetară din 1947, Banca Națională a României a lansat un program de achiziție a argintului sub formă de monede și obiecte, stabilind un preț de 2.306 lei pentru un kilogram de argint fin. Au fost fixate prețuri pentru monedele din argint retrase din circulație, inclusiv emisiuni mai vechi, precum cele din timpul domniilor regelui Carol I și Carol II. Cozile formate la sediile BNR, menționate în presa vremii, sugerează că astfel de monede erau încă larg deținute de populație.
Potrivit unui comunicat din 10 septembrie 1947, prețurile oferite de BNR pentru monedele de argint erau următoarele:
- 50 bani (Carol I) – 5 lei
- 1 leu (Carol I) – 9,50 lei
- 2 lei (Carol I) – 19 lei
- 5 lei (Carol I) – 52 lei
- 250 lei 1939–1941 (Carol II și Mihai I) – 23 lei
- 200 lei 1942 (Mihai I) – 11,50 lei
- 500 lei 1941 (Mihai I, jubiliară) – 48 lei
- 500 lei 1944 (Mihai I) – 19,50 lei
- 25.000 lei 1946 (Mihai I) – 20 lei
- 100.000 lei 1946 (Mihai I) – 40,50 lei[8]